# استان ایگناسیو وارنس
استان ایگناسیو وارنس (انگلیسی: Ignacio Warnes Province) یکی از استان‌های بولیوی در بولیوی است که در شهرستان سانتا کروز (بولیوی) واقع شده‌است.